# David J. Starkey
David John Starkey (geboren am 20. September 1954) ist ein britischer Historiker mit dem Spezialgebiet Maritime Geschichte und Schifffahrtsgeschichte des 19. und 20. Jahrhunderts. Er forscht vor allem zu den Themen Fischerei, maritime Umweltgeschichte und Piraterie.

## Werdegang
Starkey studierte Wirtschaftsgeschichte an der University of Leeds und erhielt seinen MA University of Exeter. 1985 wurde er an der University of Exeter mit einer Arbeit zur Geschichte der Piraterie promoviert. Seit 1994 ist er bei der University of Hull beschäftigt und war hier ebenfalls Gründungsdirektor des Maritime Historical Studies Centre (MHSC). Von 2011 bis 2016 war er Leiter des Instituts für Geschichte der University of Hull.
Starkey ist einer der zwei Co-Präsidenten der North Atlantic Fisheries History Association (NAFHA) und Vorsitzender der British Commission for Maritime History.  Im Jahre 2013 wurde er Editor-in-Chief des International Journal of Maritime History als einer der international führenden wissenschaftlichen Fachzeitschriften im Bereich Schifffahrtsgeschichte.

## Sonstiges
Um Verwechslungen mit dem ebenfalls David Starkey heißenden britischen Historiker und Spezialisten für die Geschichte der Tudorzeit zu vermeiden, publiziert der Schifffahrtshistoriker stets unter dem Namen David J. Starkey.

## Veröffentlichungen
- Starkey, David J.: British Privateering Enterprise in the Eighteenth Century. Exeter, University of Exeter Press, 1990, 344pp, ISBN 0-85989-312-X.
- Starkey, David J., and E.S. van Eyck van Heslinga. Pirates and Privateers: New Perspectives on the War on Trade in the Eighteenth and Nineteenth Centuries. Exeter: University of Exeter Press, 1997.
- Starkey, David J. Shipping Movements in the Ports of the United Kingdom, 1871–1913: A Statistical Profile. Exeter: University of Exeter Press, 1999.
- David J. Starkey, Jon Th. Thor, Ingo Heidbrink (Eds.): A History of the North Atlantic Fisheries: Vol. 1, From Early Times to the mid-Nineteenth Century. Hauschild u. Deutsches Schiffahrtsmuseum. Bremen 2009